# Heimatmuseum Fürstenberger Hof

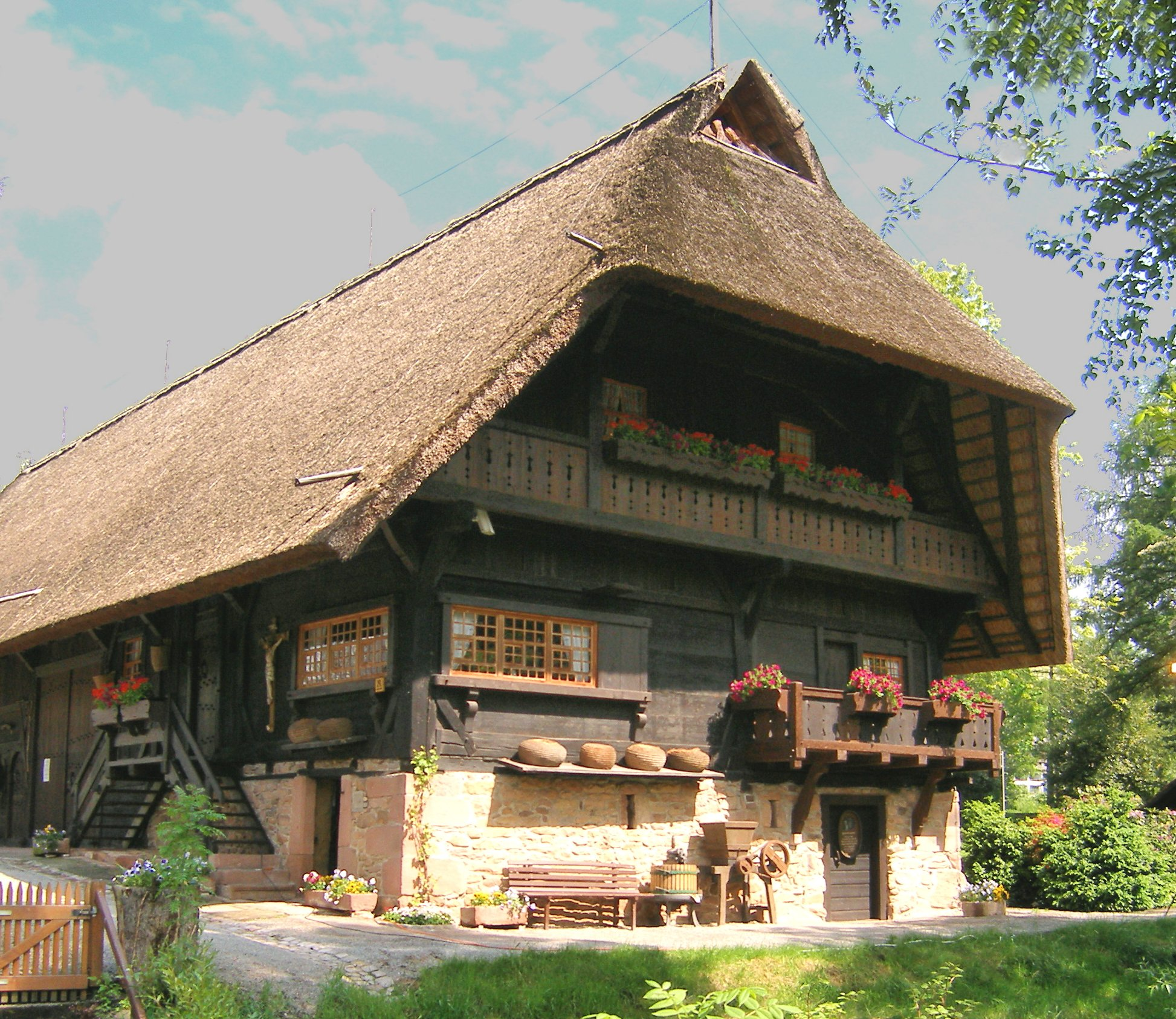
Fürstenberger Hof

Das Heimatmuseum Fürstenberger Hof in Unterharmersbach, einem Stadtteil von Zell am Harmersbach im Ortenaukreis, ist ein strohgedecktes Schwarzwaldhaus. Es wurde 1660 von einem Bauern aus dem Fürstentum Fürstenberg erbaut, bis 1971 war der Hof dann von den sogenannten Fürstenbergern, der Familie Armbruster bewohnt und bewirtschaftet.
Danach kaufte ihn die damals selbständige Gemeinde Unterharmersbach und richtete darin ein Schwarzwälder Bauernmuseum ein, das inzwischen Jahr für Jahr Tausende von Besuchern aus aller Welt anzieht.
Eine Besonderheit des Fürstenberger Hofes ist das alemannische Fensterband an der Südwestecke mit 112 kleinen Fensterscheiben.
Seit 1998 wird in der Regel alle zwei Jahre eine umfangreiche Krippenausstellung zur Weihnachtszeit im Fürstenberger Hof präsentiert.